# タデウス・ルット
タデウス・ルット（Tadeusz Rut、1931年10月11日 - 2002年3月27日）は、ポーランドの陸上競技選手。1950年代から1960年代にかけて活躍したハンマー投の選手で、1960年ローマオリンピックの銅メダリストである。ポトカルパチェ県プシェヴォルスク出身。

## 経歴
ルットは、1954年のヨーロッパ選手権で、57m70のポーランド新記録を出したものの、3位だったハンガリーのヨージェフ・チェルマクまで約2m及ばず4位となる。1956年メルボルンオリンピックでは、53m43で14位という結果に終わっている。また、この年のポーランド選手権では円盤投でも優勝していたことから、オリンピックには円盤投にも出場しているが、予選落ちに終わっている。
ルットは、1958年のヨーロッパ選手権では、64m78のポーランド新記録で、メルボルンオリンピック銀メダリストのミハイル・クリボノソフらをおさえ金メダルを獲得。2年後の1960年ローマオリンピックでは、65m64で、ソ連のワシリー・ルデンコフ、ハンガリーのジュラ・ジボツキーに次いで銅メダルを獲得。この種目ではポーランド初めてのメダルとなった。
しかし、ローマでの活躍の後、ルットは国際大会において目立った活躍をすることなく、1964年東京オリンピックでは10位、1966年のヨーロッパ選手権では予選落ちに終わっている。
ルットは、1955年から1965年までの間、7回ポーランド選手権を制覇。また通算で19回ポーランド記録を更新した。

## 自己ベスト
- 砲丸投 - 15m82 (1962年)
- 円盤投 - 51m04 (1959年)
- ハンマー投 - 67m07 (1964年)

## 主な実績
| 年   | 大会                 | 場所                         | 種目       | 結果   | 記録  |
| ---- | -------------------- | ---------------------------- | ---------- | ------ | ----- |
| 1954 | ヨーロッパ陸上選手権 | ベルン(スイス)               | ハンマー投 | 4位    | 57m70 |
| 1956 | オリンピック         | メルボルン(オーストラリア)   | ハンマー投 | 14位   | 53m43 |
| 1956 | オリンピック         | メルボルン(オーストラリア)   | 円盤投     | -（q） | 46m61 |
| 1958 | ヨーロッパ陸上選手権 | ストックホルム(スウェーデン) | ハンマー投 | 1位    | 64m78 |
| 1960 | オリンピック         | ローマ(イタリア)             | ハンマー投 | 3位    | 65m64 |
| 1964 | オリンピック         | 東京(日本)                   | ハンマー投 | 10位   | 64m52 |